# اوتربریج هورسی
اوتربریج هورسی (به انگلیسی: Outerbridge Horsey) سناتور سابق عضو حزب فدرالیست (آمریکا) بود. وی در سال ۱۸۱۰ تا ۱۸۲۱ میلادی سناتور ایالت دلاویر در سنای ایالات متحده آمریکا بود.